# Hệ sinh (khoa học máy tính)
Trong khoa học máy tính, một hệ sinh (tiếng Anh: production system) là một mô hình tính toán quan trọng của trí tuệ nhân tạo mà tại đó, nó vừa thực hiện các thuật toán tìm kiếm, vừa mô hình hóa quá trình giải các bài toán của con người.
Hệ sinh bao gồm tập luật sinh (production rules), bộ nhớ làm việc (working memory) và chu trình nhận dạng – hành động (recognize – act cycle). Trong đó, tập luật sinh biểu thị dưới dạng điều kiện → hành động (condition → action); bộ nhớ làm việc chứa một mô tả về trạng thái hiện thời của bài toán trong quá trình suy luận; còn chu trình nhận dạng – hành động đóng vai trò như là cấu trúc điều khiển của toàn bộ hệ sinh.